# Werner Richter (Jurist)

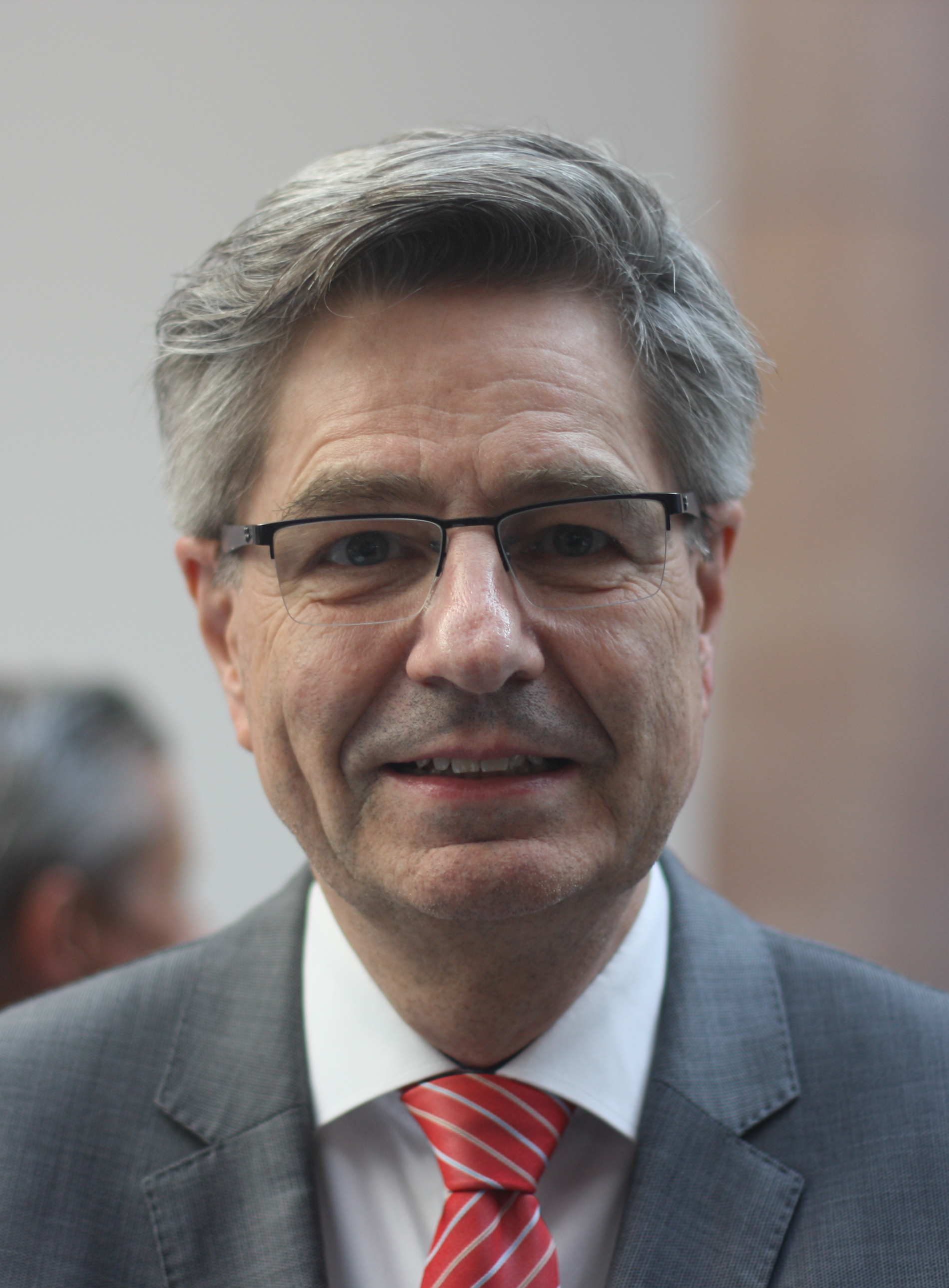
Werner Richter (2024)

Werner Richter (* 18. August 1959 in Opladen) ist ein deutscher Jurist. Er ist seit 2018 Präsident des Oberlandesgerichtes Düsseldorf.

## Leben
Werner Richter studierte Rechtswissenschaft und trat Anfang 1989 in den Justizdienst des Landes Nordrhein-Westfalen ein. Er war zunächst am Landgericht Köln tätig und wurde dort im Mai 1992 zum Richter am Landgericht Köln ernannt. Ab Juni 1995 war er im Rahmen einer Abordnung als Referatsleiter und hauptamtlicher Prüfer im Landesjustizprüfungsamt des Ministeriums der Justiz des Landes Nordrhein-Westfalen tätig.
Es folgte im Februar 1998 die Ernennung zum Richter am Oberlandesgericht Köln, wo er mehreren Zivilsenaten angehörte und zusätzlich mit Verwaltungstätigkeiten betraut war. Am OLG Köln war er zuletzt als Dezernent für richterliche Personalangelegenheiten, Gerichtsorganisation und Fortbildung zuständig.
Im Juli 2006 erfolgte eine erneute Abordnung an das Ministerium der Justiz, diesmal als Referatsleiter für Personalangelegenheiten der ordentlichen Gerichtsbarkeit und der Staatsanwaltschaften. Er stieg im Januar 2008 im Amt eines Leitenden Ministerialrates zum stellvertretenden Leiter der Abteilung für Öffentliches Recht und Privatrecht auf. Im März 2012 übernahm er als Ministerialdirigent die Leitung der Personalabteilung und war damit für wesentliche Personalangelegenheiten aller Gerichtsbarkeiten sowie der Staatsanwaltschaften und insbesondere auch für das Richter-, Anwalts- und Notarrecht in Nordrhein-Westfalen zuständig.
Werner Richter wurde am 12. Oktober 2018 zum Präsidenten des Oberlandesgerichtes Düsseldorf ernannt. Er folgte in diesem Amt Anne-José Paulsen, die Ende Februar 2018 in den Ruhestand getreten war.
Richter ist verheiratet und hat eine Tochter.